# 戈里科夫斯基农村居民点
戈里科夫斯基农村居民点（俄语：Горьковское сельское поселение）是俄罗斯联邦别尔哥罗德州格赖沃龙区所属的一个农村居民点。其下辖有5个居民点，行政中心为戈里科夫斯基。据2016年统计，该农村居民点的人口为949人。